# Bois-Herpin
Bois-Herpin è un comune francese di 73 abitanti situato nel dipartimento dell'Essonne nella regione dell'Île-de-France.

## Società

### Evoluzione demografica
Abitanti censiti